# 尖齿黄耆
尖齿黄耆（学名：Astragalus oxyodon）是豆科黄芪属的植物。分布在克什米尔、印度以及中国大陆的西藏等地，目前尚未由人工引种栽培。